# Crist en el Mont de les Oliveres (Beethoven)
Crist en el Mont de les Oliveres (en alemany, Christus am Ölberge), Op. 85, és un oratori de Ludwig van Beethoven que retrata l'agitació emocional de Jesús en el jardí de Getsemaní previ a la seva crucifixió. La va començar durant la tardor de 1802, poc després de la conclusió del seu Testament de Heiligenstadt, com apareix indicat en el quadern Wielhorsky. El libretto, en alemany, és pel poeta Franz Xaver Huber, editor del Wiener Zeitung, amb qui Beethoven va treballar de costat. Fou escrit en un període molt curt; en una carta a Breitkopf & Härtel escrita poc després de la conclusió de l'oratori, Beethoven va parlar d'haver-lo compost en "unes quantes setmanes", tot i que ell més tard comentà que la peça requeria no més de 14 dies de composició. Fou estrenada el 5 d'abril de 1803 al Theater an der Wien, a Viena; el 1811, fou revisada per Beethoven i publicada per Breitkopf & Härtel. Els 10 anys que van passar entre la composició de l'obra i la seva publicació és la causa que tingui un número d'opus força alt.

## Recepció
La crítica sobre l'estrena de l'obra va tenir comentaris diversos. Mentre el crític del Zeitung für dau Elegante Welt va dir que l'oratori contenia "uns quants passatges admirables", el que apareixia en el Freymüthige Blätter era més negatiu, considerant-la una obra "amb una estructura massa artificial i mancada d'expressivitat, especialment en la música vocal". Tanmateix, malgrat la crítica contemporània negativa, "...Després de l'estrena el 1803 l'obra fou interpretada quatre vegades el 1804, i repetida cada any, sempre amb molt de públic, fins que va ser prohibida el 1825 pel Hofmusikgraf." Des de llavors, ha anat a la deriva, sent poc interpretada. La part més popular és el número "Welten singen..." un finale per a cor, que s'ha comparat amb l'"Al·leluia" de Handel, i que sovint s'escolta en esglésies i en cors universitaris.

## Enregistraments
| Any    | Solistes(Jesús, Seraph, Peter)                        | Director,Orquestra i Cor                                                        | Etiqueta                     |
| ------ | ----------------------------------------------------- | ------------------------------------------------------------------------------- | ---------------------------- |
| 1962   | Jan Peerce,Maria Stader,Otto Wiener                   | Hermann Scherchen, Viena Orquestra d'Òpera Estatal i Cor d'Acadèmia de la Viena | Westminster                  |
| c.1964 | Richard Lewis,Judith Raskin,Herbert Beattie           | Eugene Ormandy, Orquestra de Filadèlfia i els Cors d'Universitat del Temple     | Colúmbia Masterworks         |
| c.1965 | Radko Delorco,Margit Opawksy,Walter Berry             | Henry Swoboda, Viena Orquestra d'Òpera Estatal i Cor d'Acadèmia de la Viena     | Societat de Sala del concert |
| 1970   | Nicolai Gedda,Cristina Deutekom,Hans Sotin            | Volker Wangenheim, Orchester der Beethoven-Halle, Bonn i Cors                   | EMI                          |
| 1970   | James King,Elizabeth Harwood,Franz Crass              | Bernhard Klee, Vienna Simfonia i Wiener Singverein                              | Deutsche Grammophon          |
| 1992   | James Anderson,Monica Tria-Hieronimi,Victor van Halem | Serge Baudo, Orchestre Nacional de Lyon, amb cor                                | Harmonia Mundi               |
| 1994   | Michael Brodard,Maria Venuti,Keith Lewis              | Helmuth Rilling, Bach-Collegium Stuttgart i Gächinger Kantorei                  | Hänssler Clàssic             |
| 2000   | Steve Davislim,Simone Kermes,Eike Wilm Schulte        | Christoph Spering, Das Neue Orchester i Cor Musicus Köln                        | Opus 111                     |
| 2004   | Plácido Domingo,Ľuba Orgonášová,Andreas Schmidt       | Kent Nagano, Deutsches Symphonie-Orchester Berlín i Rundfunkchor Berlín         | Harmonia Mundi               |